# Angle facial
 (novembre 2013).
Si vous disposez d'ouvrages ou d'articles de référence ou si vous connaissez des sites web de qualité traitant du thème abordé ici, merci de compléter l'article en donnant les références utiles à sa vérifiabilité et en les liant à la section « Notes et références ».
L'angle facial est une mesure qui permet d'évaluer le prognathisme d'un crâne, c'est-à-dire la projection plus ou moins avancée des mâchoires et de la face.
C'est l'angle aigu formé par les deux droites (OP) et (MN), avec :
- O point le plus bas de l’orbite oculaire ;
- P point le plus haut du trou auditif ;
- M point le plus proéminent de l’os maxillaire supérieur entre les alvéoles des deux incisives supérieures centrales ;
- N rencontre de la suture des os nasaux et de l'os frontal.

## Histoire
Louis Jean-Marie Daubenton (1716-1800) et Petrus Camper (1722-1789) avaient initié une méthode fondée sur la mesure de l’angle facial pour différencier l'homme et l'animal. Reprise par Georges Cuvier (1769-1832) et Étienne Geoffroy Saint-Hilaire (1772-1844), la méthode trouve une nouvelle application : le degré d’inclinaison du front est censé indiquer la place laissée libre au cerveau et donc l’intelligence.

## Sciences

### Prognathisme d'espèces du genreHomo
L'angle facial augmente des plus anciens représentants du genre Homo à l'Homo sapiens (homme actuel).
Quelques valeurs approximatives obtenues à partir de fossiles types de la lignée humaine :
- Homo habilis : 65 à 68°
- Homo erectus : 75 à 81°
- Homo neanderthalensis : 71 à 89°
- Homo sapiens : 82 à 88°